# Brass in Pocket
Singles de The Pretenders
Kid
(1979) Precious
(1980)
Brass in Pocket (I'm Special) est le troisième single du groupe The Pretenders sorti en novembre 1979, extrait du premier album du groupe, Pretenders. La chanson est écrite et composée par Chrissie Hynde et James Honeyman-Scott.
Brass in Pocket est un succès à travers le monde. Le titre se classe notamment en tête des ventes au Royaume-Uni où il est certifié disque d'or, en Irlande en Suède et en Afrique du Sud.

## Reprises
La chanson a été reprise par le groupe Suede, Ultra Naté ou encore Kelis sur la bande originale du film Et si c'était vrai.... Dans le film Lost in Translation, elle est interprétée par Scarlett Johansson.

## Classements hebdomadaires
| Classement (1979-1980)                 | Meilleure position |
| -------------------------------------- | ------------------ |
| Afrique du Sud (Springbok Radio)       | 1                  |
| Australie (ARIA)                       | 2                  |
| Belgique (Flandre Ultratop 50 Singles) | 5                  |
| Canada (RPM 100 Singles)               | 5                  |
| États-Unis (Billboard Hot 100)         | 14                 |
| France (IFOP)                          | 4                  |
| Irlande (IRMA)                         | 1                  |
| Nouvelle-Zélande (RMNZ)                | 2                  |
| Pays-Bas (Nederlandse Top 40)          | 7                  |
| Pays-Bas (Single Top 100)              | 11                 |
| Royaume-Uni (UK Singles Chart)         | 1                  |
| Suède (Sverigetopplistan)              | 1                  |

## Certifications
| Pays                    | Certification | Unités certifiées |
| ----------------------- | ------------- | ----------------- |
| Nouvelle-Zélande (RMNZ) | Or            | 10 000            |
| Royaume-Uni (BPI)       | Or            | 500 000           |